# Xã Noble, Michigan
Xã Noble (tiếng Anh: Noble Township) là một xã thuộc quận Branch, tiểu bang Michigan, Hoa Kỳ. Năm 2010, dân số của xã này là 520 người.